# Hiroaki Tajima
Hiroaki Tajima (田島 宏晃 Tajima Hiroaki?, nacido el 27 de junio de 1974 en Shizuoka) es un exfutbolista japonés. Jugaba de delantero y su último club fue el Sagawa Express Tokyo de Japón.

## Trayectoria

### Clubes
| Club                 | País  | Año         |
| -------------------- | ----- | ----------- |
| Shimizu S-Pulse      | Japón | 1993 - 1996 |
| Honda                | Japón | 1997 - 1999 |
| Yokohama FC          | Japón | 2000 - 2002 |
| Sagawa Express Tokyo | Japón | 2003        |

## Palmarés

### Títulos nacionales
| Título         | Club            | País  | Año  |
| -------------- | --------------- | ----- | ---- |
| Copa J. League | Shimizu S-Pulse | Japón | 1996 |